# Horsmajärvenholma
Horsmajärvenholma är en ö i Finland. Den ligger i sjön Åsensjö och i kommunen Raseborg i den ekonomiska regionen  Raseborg  och landskapet Nyland, i den södra delen av landet, 80 km väster om huvudstaden Helsingfors. Öns area är 2,6 hektar och dess största längd är 250 meter i sydöst-nordvästlig riktning.